# 風早公雄
風早公雄（かざはや きみお、享保6年（1721年）1月22日 - 天明7年（1787年）8月14日）は、江戸時代中期の公卿。初名は風早公金。号は桂渚。

## 官歴
- 享保19年（1734年）：従五位上、侍従
- 元文3年（1738年）：正五位下、右少将
- 寛保2年（1742年）：従四位下
- 延享3年（1746年）：従四位上
- 寛延3年（1750年）：正四位下
- 寛延5年（1752年）：左中将
- 宝暦5年（1755年）：従三位
- 宝暦10年（1760年）：正三位
- 宝暦13年（1763年）：参議
- 明和2年（1765年）：踏歌節会外弁
- 明和7年（1770年）：従二位
- 安永8年（1779年）：権中納言
- 天明7年（1787年）：正二位

## 系譜
- 父：風早実積
- 子：風早実覚
- 子：風早実秋
- 子：冷泉為訓